# Lilleskog
Lilleskog är en ort i Vänersborgs kommun, några kilometer öster om tätorten Vargön. Den ligger mellan Halleberg och Hunneberg, vid gränsen till Grästorps kommun. Järnvägen passerar Lilleskog, som tidigare var stationssamhälle på Uddevalla-Vänersborg-Herrljunga Järnväg.
Orten hade egen poststation mellan 1 mars 1868 och 31 december 1965.